# La Californie
Pour les articles homonymes, voir Californie (homonymie).
Pour plus de détails, voir Fiche technique et Distribution.
La Californie est un film français réalisé par Jacques Fieschi et sorti en France le 25 octobre 2006.
Librement inspiré du roman de Georges Simenon Chemin sans issue, La Californie a été présenté au festival de Cannes 2006, dans la section Un certain regard.

## Synopsis
Depuis longtemps, rien ne peut séparer Mirko et Stefan venus d'ex-Yougoslavie. Les voici sur la Côte d'Azur. Ils n'ont rien, ils battent le pavé.
À la sortie d'une discothèque, ils ont rencontré Maguy, une femme mûre qui sort et boit beaucoup, qui s'ennuie et claque son argent. Maguy prend Mirko et Stefan à son service, dans sa luxueuse villa où elle entretient Katia, Francis et Doudou. Entre elle, sa fille pas vue depuis des années, Hélène, Mirko et Stefan, va s'instaurer un jeu de désir qui les met en danger.

## Fiche technique
- Titre : La Californie
- Réalisation : Jacques Fieschi
- Scénario : Jacques Fieschi
- Photographie : Jérôme Alméras
- Musique : Mino Cinelu
- Montage : Luc Barnier
- Costumes : Catherine Bouchard
- Direction de Production : Marie-Jeanne Pascal
- Producteurs : Christine Gozlan et Edouard Weil
- Sociétés de production : Thelma Films, Rectangle Productions, Studiocanal et France 3 Cinéma
- Budget : 3 980 000 euros
- Pays d'origine :  France
- Format : couleur - Dolby Digital - 35 mm
- Genre : drame
- Durée : 105 minutes
- Date de sortie :  France - 25 octobre 2006

## Distribution
- Nathalie Baye : Maguy
- Roschdy Zem : Mirko
- Ludivine Sagnier : Hélène
- Mylène Demongeot : Katia
- Rasha Bukvic : Stephan
- Xavier de Guillebon : Francis, coiffeur
- Antoine Bibiloni: Doudou, compagnon de Francis
- Caroline Ducey : la maîtresse de Mirko
- Radha Valli : Frédérique, amie d'Hélène

## Autour du film
- Le film se déroule à Cannes dans le quartier chic et résidentiel de « La Californie. »
- Roschdy Zem a reçu pour ce film le prix d'interprétation au Festival de la Ciotat 2006.
- Mylène Demongeot et Rasha Bukvic ont été nommés aux Césars 2007 en tant que meilleure actrice dans un second rôle pour elle, et meilleur espoir masculin pour lui.

## Discographie
- La Californie, BOF composée et interprétée par Mino Cinelu, inclus la chanson Rédemption, durée 40 min 28 s, 1 CD Universal Jazz Music 9843221